# 美利炮台
美利炮台，又名中央炮台，是香港開埠後英軍在香港設立的第一座炮台，位於現時香港島中環中區政府合署的附近，即炮台里一帶，鄰近當時的美利操場。炮台以乔治·美利的名字命名，建於1845年，負責防衛整個維多利亞城。炮台因位處較內陸位置，隨著維多利亞城的發展，最後於1950年拆除，取而代之的是中区政府合署。
美利炮台鄰近的軍事建築包括美利兵房、美利操場及威靈頓兵房等。
現存於中環的炮台里，就是因為美利炮台而得名。

## 鄰近炮台
- 皇家炮台
- 威靈頓炮台